# آلکساندر سوخاوو-کابیلین
آلکساندر واسیلیویچ سوخاوو-کابیلین (به روسی: Александр Васильевич Сухово-Кобылин) یک نمایش‌نامه‌نویس روس بود.
سوخاوو-کابیلین در سال ۱۸۱۷ در مسکو به دنیا آمد و در سال ۱۹۰۳ در شهر بولیه در جنوب فرانسه چشم از جهان فروبست

## کتابشناسی
برخی از آثار وی عبارتند از:
- عروسی کریچنسکی (۵۴-۱۸۵۰)
- پرونده
- مرگ تارلکین (۱۸۶۹)
- کوارتت